# Base de la Fuerza Aérea Barksdale
La Base de la Fuerza Aérea Barksdale, en inglés: Barksdale Air Force Base (IATA: BAD, OACI: KBAD, FAA LID: BAD), es una base de la Fuerza Aérea de los Estados Unidos ubicada aproximadamente a 6,4 km al este-sudeste de Bossier City, Luisiana.